# Terellia tussilaginis
Terellia tussilaginis är en tvåvingeart som först beskrevs av Fabricius 1775.  Terellia tussilaginis ingår i släktet Terellia och familjen borrflugor. Arten är reproducerande i Sverige. Inga underarter finns listade i Catalogue of Life.

## Bildgalleri

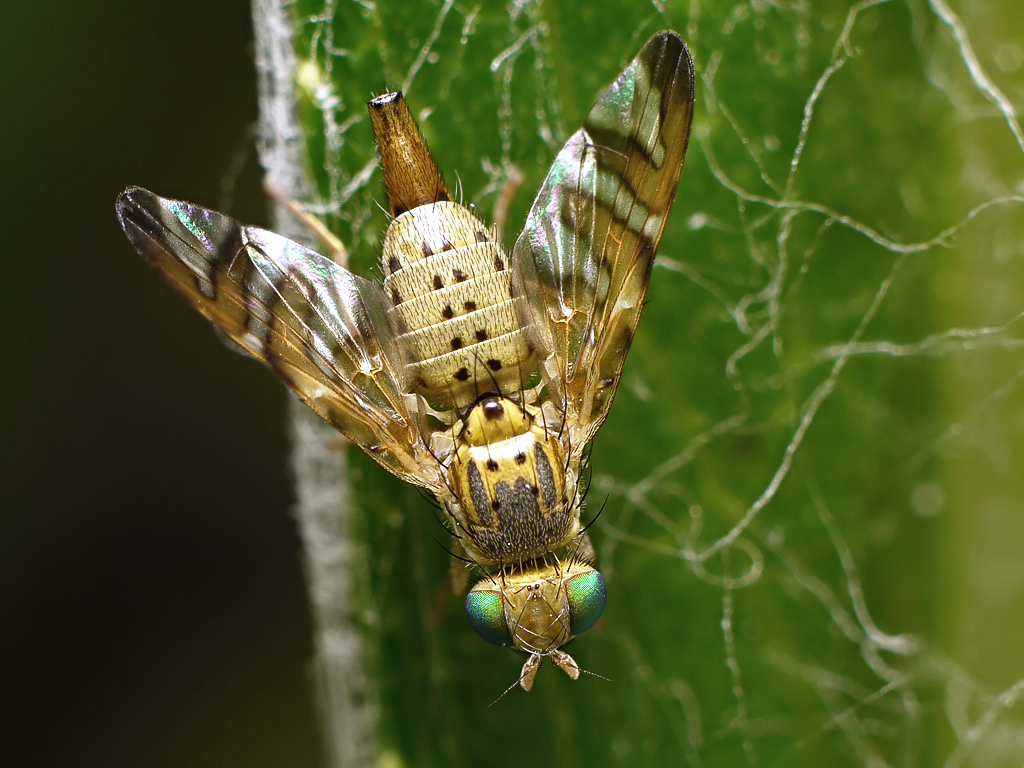
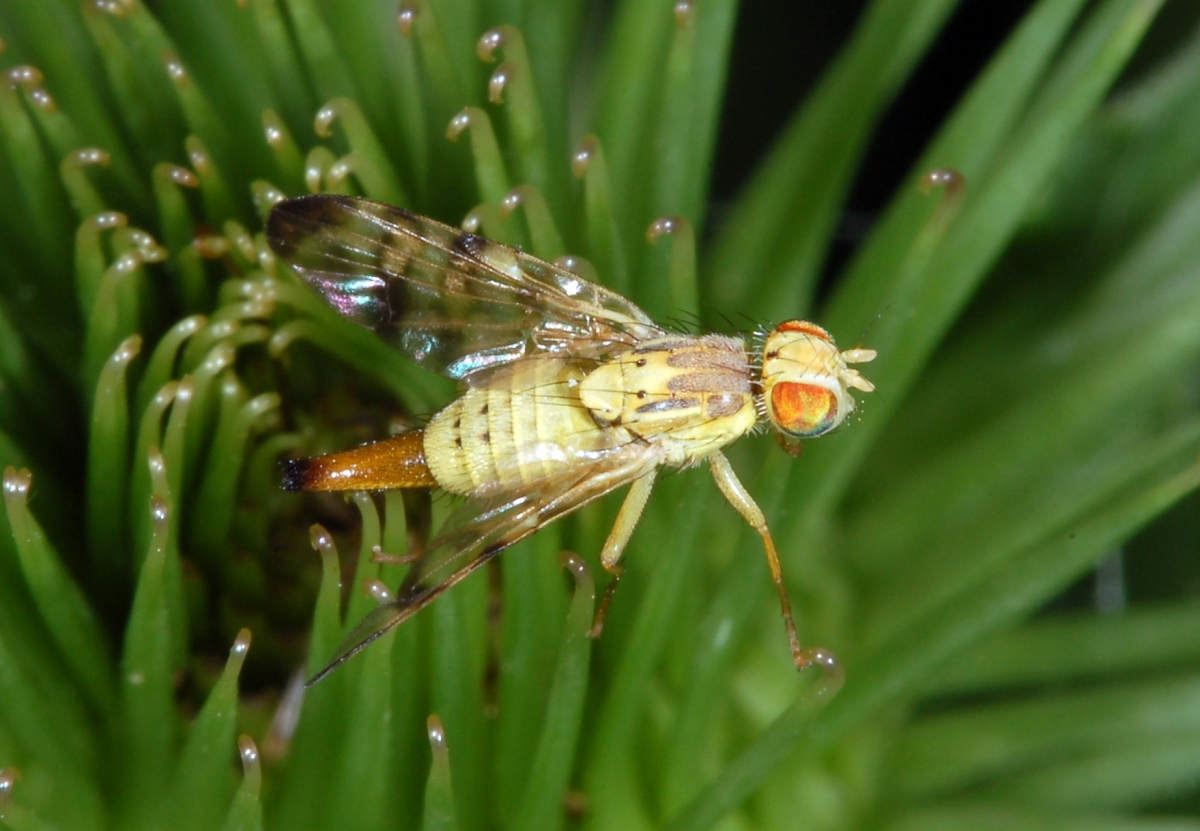
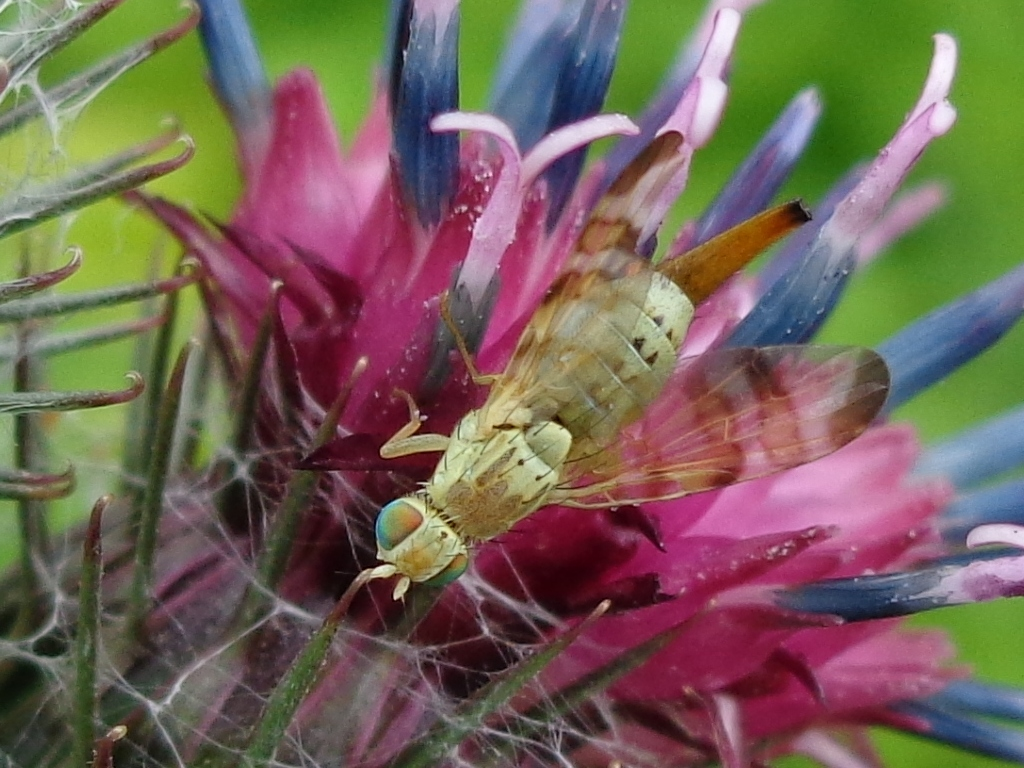
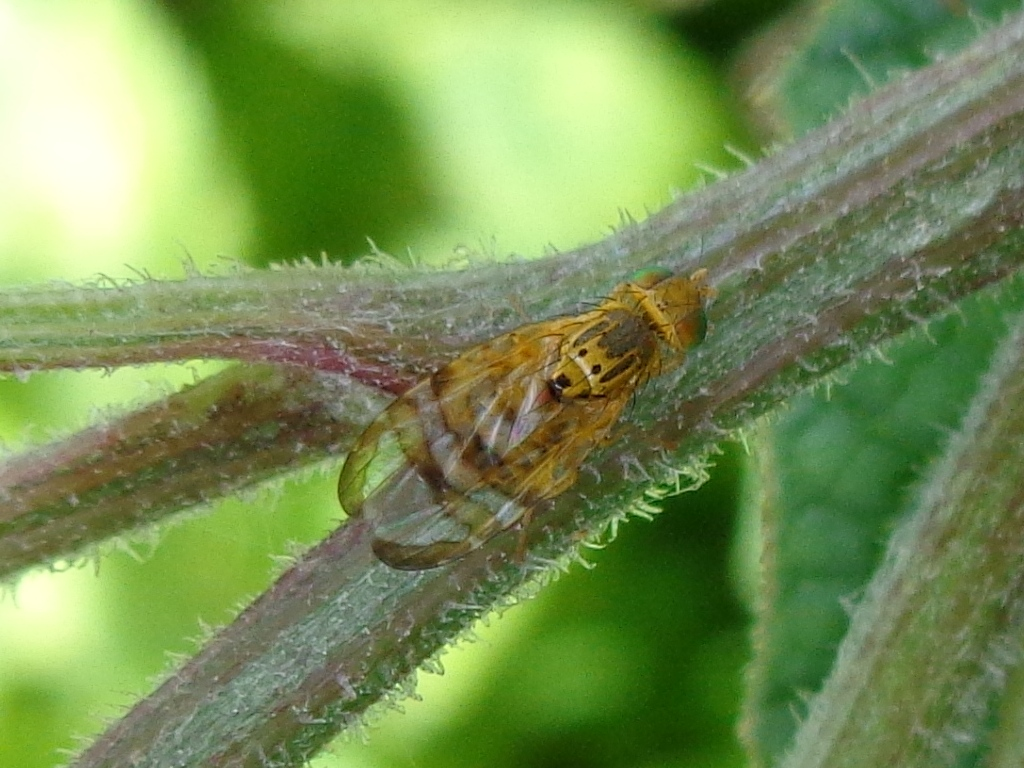